# Thomas Brussig
Thomas Brussig (Berlino Est, 19 dicembre 1964) è uno scrittore tedesco.

## Biografia
Thomas Brussig trascorse la sua infanzia e gioventù nel settore est di Berlino. Dopo la maturità, conseguita nel 1984, prestò il servizio militare nell'Esercito della Repubblica Democratica Tedesca e in seguito svolse svariati lavori, tra i quali lavapiatti, guida turistica, operaio e portiere d'albergo.
Nel 1990 iniziò gli studi universitari nella facoltà di Sociologia della Freie Universität di Berlino. Nel 1993 decise di cambiare indirizzo e cominciò a frequentare la Filmhochschule "Konrad Wolf" di Potsdam-Babelsberg, dove nel 2000 ottenne il diploma superiore come Drammaturgo Cinematografico e Televisivo.
I suoi libri sono stati tradotti in 32 lingue. Brussig è inoltre uno dei fondatori del "Gruppe 05" (gruppo 05), di Lubecca. Vive a Berlino con la sua compagna Kathrin Thienel, dalla quale ha avuto un bambino, e lavora come scrittore e drammaturgo indipendente.

## Tematiche centrali
I romanzi di Brussig possono essere annoverati tra le più significative recenti opere dell'Ostalgie. In essi infatti l'autore cerca di ricostruire la quotidianità, gli oggetti, le istituzioni e le leggi della DDR, in cui egli aveva trascorso la sua infanzia e giovinezza. In seguito al veloce e drastico processo della riunificazione tedesca, l'Ostalgie, una nostalgia emozionale e non restauratrice, è stata una reazione abbastanza comune tra gli ex cittadini della DDR, quasi in risposta ad un trauma collettivo provocato dagli eventi storici.
In Brussig questi ricordi nostalgici non sono però mai disgiunti da un tono ironico e riflessivo, con il quale critica il regime della ex DDR. Nelle opere di Brussig compare esplicitamente il tema della Wende, ovvero la riunificazione, come evento traumatico e scioccante, che provoca una perdita della patria (Heimat) e di tutti i valori ad essa collegati, che tutto ad un tratto non hanno più senso d'esistere nella Germania unita.
La frequente scelta del genere del romanzo-biografia evidenzia e sostiene la memoria soggettiva e nostalgica contro la memoria collettiva, che è stata in gran parte cancellata con la riunificazione. Attraverso il punto di vista dei suoi personaggi l'autore ha l'occasione di "riscrivere la storia" dei vinti della Storia Ufficiale. Questo accade in particolare con il protagonista del romanzo Helden Wie Wir, che ha una sua personale versione dei fatti sulla caduta del muro di Berlino. Quest'opera è stata classificata come Wenderoman, ovvero un romanzo sulla riunificazione. I romanzi di Brussig si compongono solitamente di più filoni: comico-satirico, Bildungsroman (romanzo di formazione) e romanzo storico.
Un altro tema originale è quello del ricordo che distorce la realtà, ma al contempo ci concede di riappacificarci con il passato, coprendo con il velo della nostalgia le emozioni che si erano sentite una volta in modo netto e preciso. A Brussig non interessa il realismo-mimetismo, ma il recupero tramite la memoria, che fa da filtro e consente di salvare i ricordi d'infanzia nella DDR, dimenticati dalla macrostoria ed accessibili solo tramite la biografia ed il recupero delle piccole cose della quotidianità.

## Opere

### Romanzi
- Wasserfarben. Aufbau-Verlag, Berlin 1991, ISBN 3-351-01871-1.
- Helden wie wir. Aufbau-Verlag, Berlin 1995, ISBN 3-353-01037-8.
  - Edizione italiana:  Thomas Brussig, Eroi come noi, Milano, Mondadori, 1999, ISBN 978-88-04-46051-0.
- Am kürzeren Ende der Sonnenallee. Verlag Volk und Welt, Berlin 1999, ISBN 3-353-01168-4.
  - Edizione italiana:  Thomas Brussig, In fondo al viale del sole, Milano, Mondadori, 2001, ISBN 978-88-04-49134-7.
- Leben bis Männer. S. Fischer, Frankfurt am Main 2001, ISBN 3-596-15417-0.
  - Edizione italiana:Thomas Brussig Fino a diventare uomini Traduzione di Elvira Grassi e Kathrin Thienel 2010 66thand2nd Roma ISBN 9788896538043
- Wie es leuchtet. S. Fischer, Frankfurt am Main 2004, ISBN 3-10-009580-4.
- Berliner Orgie. Piper, München 2007, ISBN 3-492-05037-9.
- Schiedsrichter Fertig. Residenz-Verlag, St. Pölten 2007, ISBN 3-7017-1481-9.
  - Edizione italiana:  Thomas Brussig, Litania di un arbitro-Traduzione di Elvira Grassi e Nicola Harsch, ROMA, 66thand2nd, 2009, ISBN 978-88-96538-02-9.

### Sceneggiature
Brussig è autore di diverse sceneggiature. Alcune di esse sono trasposizioni delle sue opere, come ad esempio quella per il film Sonnenallee, vincitrice del premio Drehbuchpreis des Bundesregierung, e quella per il film Helden Wie Wir di Sebastian Peterson.
Inoltre Brussig è stato autore della sceneggiatura del film NVA diretto da Leander Haussmann e coautore assieme ad Edgar Reitz della sceneggiatura della serie Heimat 3 - Cronaca di una svolta epocale.